# Турська сільська рада
| Турська сільська рада — орган місцевого самоврядування у Ратнівському районі Волинської області з адміністративним центром у с. Тур. Історична дата утворення: в 1947 році. Водоймища на території, підпорядкованій даній раді: озера Турське, Дружба, Вельхово, Довге. Сільській раді підпорядковані населені пункти: - с. Тур |

## Склад ради
Рада складається з 16 депутатів та голови.

### Керівний склад ради
| ПІБ                       | Основні відомості                                                                                                | Дата обрання | Дата звільнення |
| ------------------------- | --- | ------------ | --------------- |
| Міщук Василь Григорович   | Сільський голова, 1963 року народження, освіта, безпартійний                                                     | 26.03.2006   | 31.10.2010      |
| Головій Микола Михайлович | Сільський голова, 1966 року народження, освіта середня спеціальна, член Всеукраїнського об'єднання «Батьківщина» | 31.10.2010   |                 |

Примітка: таблиця складена за даними джерела

## Населення
Згідно з переписом УРСР 1989 року чисельність наявного населення сільської ради становила 2617 осіб, з яких 1247 чоловіків та 1370 жінок.
За переписом населення України 2001 року в сільській раді мешкало 2255 осіб.

### Мова
Розподіл населення за рідною мовою за даними перепису 2001 року:
| Мова       | Відсоток |
| ---------- | -------- |
| українська | 99,51 %  |
| російська  | 0,27 %   |
| білоруська | 0,22 %   |